# 黄宣村 (南宁市昆仑镇)
黄宣村位于南宁市兴宁区昆仑镇境内，距离镇上7公里左右，距离昆仑关战役遗址10公里。是镇上比较大的一个村落，数千人口主要是以务农为主，是一个风景秀丽的村落，当地民风纯补，邻里关系和谐。
1. ↑  . 黄宣村 · 中国广西壮族自治区南宁市兴宁区 邮政编码: 530014.   [2024-02-19]. （原始内容存档于2024-02-19） （中文（中国大陆））.
2. ↑  . m.gxcounty.com.   [2024-02-19]. （原始内容存档于2024-02-19）.